# 菊池隆盛
菊池 隆盛（きくち たかもり）は、鎌倉時代の武将。菊池氏の一族。
菊池氏第11代当主とする文献もある。
現在の群馬県伊勢崎市北千木町、南千木町には、菊池千本槍から名がついた千本木神社がある。